# Batalla de Kíiv (1941)
La batalla de Kíiv va ser una batalla d'encerclament a Ucraïna durant la Segona Guerra Mundial; sent encara avui citada com la major batalla d'encerclament de tota la història. S'estengué entre mitjans d'agost fins al 26 de setembre de 1941, com a part de l'Operació Barbarroja. A la història militar soviètica és citada com l'Operació de Defensa de Kíiv (Киевская оборонительная операция), entre el 7 de juliol i el 26 de setembre de 1941.
Gairebé tot el Front Soviètic del Sud-oest de l'Exèrcit Roig va ser envoltat pels alemanys, que van reclamar haver fet 665.000 presoners. L'encerclament de Kíiv no va ser hermètic, i petits grups de l'Exèrcit Roig van aconseguir fugir de la ciutat, incloent-hi als Mariscals Budionni i Timoixenko i al Comissari Polític Khrusxov. Tanmateix, el desastre de Kíiv va ser un desastre sense precedents per l'Exèrcit Roig, més gran encara que la tragèdia de Minsk de juny/juliol de 1941. L'1 de setembre, el Front del Sud-oest tenia entre 752/760.000 homes (850.000 incloent les reserves i els orgues de servei de rereguarda), 3.923 canons i morters, 114 tancs i 167 avions de combat. Quedaren dins del cercle 452.700 homes, 2.642 canons i morters i 64 tancs, dels que aconseguiren fugir amb prou feines 15.000 fins al 2 d'octubre. En total, el Front Sud-oest tingué 700.544 baixes, incloent-hi 616.304 morts i capturats (i desapareguts) durant el mes de lluita. Quatre exèrcits soviètics (5è, 37è, 26è i 21è), que consistien en 43 divisions, van esfumar-se. Igual que ja havia passat amb el Front Oest, el Front Sud-oest havia de tornar a ser creat del no-res.

## Preludi
Després dels veloces èxits de la Wehrmacht, especialment als sectors Nord i Central del Front Oriental, al sud quedava una gran protuberància, on s'estava tot el Front Sud-oest soviètic. A la batalla d'Uman s'aconseguí una significant victòria sobre les forces soviètiques, però el gruix de les forces sota el comandament de Semion Budionni encara estava concentrat als voltants de Kíiv. Tot i que els mancava mobilitat i blindatge (donat que havien perdut la major part de les forces blindades a la batalla d'Uman, representaven una amenaça a tenir en compte per l'avanç alemany, a part que era la major concentració de tropes soviètiques al Front Oriental en aquells moments.
A finals d'agost, l'Alt Comandament alemany OKH havia d'escollir entre prosseguir l'avanç cap a Moscou o destruir les forces soviètiques al sud. Donat que el Grup d'Exèrcits Sud alemany no tenia la suficient força per encerclar i destruir les forces soviètiques, es requerí una contribució significativa del Grup d'Exèrcits Centre per acomplir la missió. Després d'una disputa amb l'Alt Comandament (veure Decisió de Lötzen), el Panzergruppe 2 i el 2n Exèrcit van ser dirigits des del Grup d'Exèrcits Centre cap al sud per encerclar l'exèrcit soviètic i trobar-se amb el Grup d'Exèrcits Sud que avançava cap a l'est, vers Kíiv.

## La Batalla
Els exèrcits Panzer van progressar ràpidament per concloure l'encerclament, un moviment que sorprengué a Budyonny. Va ser posteriorment rellevat per Stalin el 13 de setembre, que no nomenà cap successor, deixant les tropes sota el comandament dels seus comandants de cos i divisió. L'encerclament s'aconseguí el 16 de setembre quan el 1r Exèrcit Panzer de Kleist i el 24è Cos de Guderian es van trobar a Lokhvitsa, a 120 milles de Kíiv.
Després d'això, el destí per a les tropes encerclades estava segellat. Pels soviètics, començava un desastre de dimensions exagerades. Sense forces mòbils o un comandant suprem, no hi havia possibilitat de trencar l'encerclament. El 17è Exèrcit i el 6è Exèrcit del Grup d'Exèrcits Sud, així com el 2n Exèrcit del Grup d'Exèrcits Centre van reduir la bossa, ajudats per les tropes panzer. Les tropes soviètiques atrapades a Kíiv no es van rendir fàcilment: es produí una lluita salvatge, en la que els soviètics van ser castigats per artilleria, tancs i atacs aeris, mentre que la bossa es reduïa. El 19 de setembre Kíiv havia caigut, però la lluita continuava. Al final, després de 10 dies de lluita acarnissada, les restes de les tropes a l'est de Kíiv es rendien el 26 de setembre. Els alemanys van proclamar haver fet 600.000 presoners de l'Exèrcit Roig. Hitler digué que era la major batalla de la Història.

## Després de la batalla
Després de Kíiv, a l'Exèrcit Roig ja no li quedaven reserves. Per defendre Moscou, el govern soviètic podia comptar amb 800.000 homes en 83 divisions, però amb prou feines 25 d'aquestes divisions estaven a ple rendiment, a més del fet que hi havia una desesperada mancança de blindats i avions. La Wehrmacht comptava amb 2 milions d'homes en 70 divisions, de les que gairebé un terç eren mecanitzades (la proporció més alta d'unitats mecanitzades en qualsevol atac alemany). L'Operació Tifó, l'atac sobre Moscou, començaria el 2 d'octubre.
Amb la gran victòria a Kíiv, la darrera resistència significativa al teatre Sud quedà eliminada, i el Grup d'Exèrcits Sud podia continuar el seu avanç cap al Donets, aconseguint-se un avanç complet. Tanmateix, l'avanç cap a Moscou va patir un endarreriment de 4 setmanes, un fet que va demostrar ser definitiu a la batalla de Moscou. Si bé tàcticament va ser un èxit, la Batalla de Kíiv no va donar cap posició estratègicament definitiva als alemanys, car l'objectiu principal, una victòria decisiva que conclogués la guerra no s'havia aconseguit.
Mentre que les forces soviètiques patien unes pèrdues humanes terribles, a canvi van guanyar temps per la defensa de Moscou, que contribuí a prolongar la guerra i a la victòria aliada.
Però amb tot, els soviètics van aprendre d'aquesta i d'altres batalles d'encerclament. A la batalla de Moscou van evitar ser encerclats pels alemanys, i a la batalla de Stalingrad van ser ells els que van encerclar a l'invasor.